# Шелехова, Мария Фёдоровна
Мария Фёдоровна Шелехова, по сцене Шелехова-старшая (урождённая Монруа; 1804 (?), Петербург — 5 (17) июня 1889, там же) — артистка оперы (колоратурное и меццо-сопрано) и драмы Императорских театров. Жена танцовщика и капельмейстера П. А. Шелехова, автора оперы «Женевьева Брабантская». По другим источникам, помощником капельмейстера служил его брат Дмитрий Алексеевич Шелехов

## Биография
Родилась в 1804 в Петербурге в семье фельдъегеря.
В 1823 (в некоторых источниках 1818) окончила Петербургское театральное училище (класс Э. Бьянки). Начало её сценической деятельности источники определяют по-разному: 1818, 27 мая 1818 или 1821 г. В 1822—1849 солистка русской оперной труппы петербургского Большого театра. Также выступала в драматических спектаклях — трагедиях и водевилях.
Обладала ярким, звучным, сильным голосом мягкого тембра и обширного диапазона. Владела первоклассной вокальной школой. Была одарена ярким актёрским дарованием, наиболее ярко проявлявшимся в ролях молодых аристократок и инженю. В начале сценической деятельности соперничала в успехе с Н. Семеновой и вышла из этого состязания победительницей. 
Партии: Изора — 1-я исп. («Дом сумасшедших, или Странная свадьба»), Виктор — 1-я исп. («Новая шалость, или Театральное сражение»), Светлана («Светлана, или Сто лет в один день»), Женевьева («Женевьева Брабантская»), Людмила («Иван царевич, золотой шлем»), Алина («Доктор в хлопотах» композитора Ф. М. Толстого), Жена Неизвестного («Параша Сибирячка» Д. Струйского); Маша («Продажная одноколка, или Похищенная Европа» композитора Фридриха Шольца), Юлия («Кто брат, кто сестра, или Обман за обманом» — текст А. С. Грибоедова и П. А. Вяземского, музыка Верстовский, Алексей Николаевич), Мария («Пан Твардовский»), Люсетта («Невеста» Обера), Анджела («Черное домино, или Таинственная маска»), Камилла («Цампа, морской разбойник, или Мраморная невеста» Луи Герольда); Донна Эльвира («Дон Жуан»), Заида («Турок в Италии» Россини), Вениамин («Иосиф в Египте» Мегюля), Каролина, Констанция («Водовоз, или Два дня» Керубини), Сандрильона («Сандрильона» Штейбельта), Наташа («Женщина-лунатик замужем»), Агата («Деревенские певицы» Фьораванти), Памина («Волшебная флейта»), Изабелла («Роберт-Дьявол»), Эми, Кеттли, Маша («Лунная ночь, или Домовые» Алябьева).
Партнеры по сцене: Н. Дюр, Г. Климовский, Е. Лебедева, М. Лебедев, М. Шувалов, А. Иванова, Л. Леонов, О. Петров, А. Рамазанов, В. Самойлов, В. Шемаев, Е. Сосницкая, Н. Семёнова.
Выступала до 1843 г., после чего вышла на пенсию.